# Araboamazic
Els mots araboamazic o, menys aconsellable, araboberber són termes emprats per referir-se a un habitant de l'Àfrica del Nord o del Magrib que té un origen ètnic mixt àrab i amazic, que té l'àrab dialectal o, més concretament l'àrab magrebí, com a llengua principal i que també sent com a seva una identitat ètnica àrab.
L'etnogènesi araboamaziga es va produir com a resultat de la conquesta musulmana del Magrib i de l'exogàmia entre els àrabs que van emigrar a aquelles regions i els amazics locals; més tard, les tribus àrabs hilalianes i sulaimites, originàries de la Península Aràbiga, van establir-se a la regió i es van casar amb les poblacions amazigues locals, tot esdevenint un important factor d'arabització lingüística, cultural i ètnica del Magrib.
Cal distingir els araboamazics dels amazics arabitzats, que tenen poc substrat ètnic àrab. També cal distingir-los dels beduïns àrabs «purs», també existents al Magrib, així com de les tribus amazigues «pures» de la regió. Les propietats genètiques dels grups amazics arabitzats que es poden trobar a Algèria i el Marroc tenen característiques amazigues dominants i poques característiques àrabs, tot i que la seva llengua vernacla sigui predominantment l'àrab dialectal, un dels dialectes àrabs més parlats al Món Àrab.